# 処刑人II
『処刑人II』（しょけいにん2、The Boondock Saints II: All Saints Day）は、2009年のアメリカ合衆国の犯罪アクション映画（日本公開は2010年）。監督はトロイ・ダフィー、出演はショーン・パトリック・フラナリーとノーマン・リーダスなど。法で裁けぬ悪人たちを制裁する兄弟を描いてカルト的人気となった前作『処刑人』から10年ぶりとなる続編である。

## ストーリー
前作から8年後。処刑人兄弟はボストンを離れ、アイルランドの田舎町で平和に暮らしていた。だが、ボストンで神父が殺害された事件をきっかけに二人は再び戻ってくることになる。

## キャスト
| 役名                                 | 俳優                             | 日本語吹替 |
| ------------------------------------ | -------------------------------- | ---------- |
| コナー・マクマナス                   | ショーン・パトリック・フラナリー | 山路和弘   |
| マーフィー・マクマナス               | ノーマン・リーダス               | 宮本充     |
| ロミオ                               | クリフトン・コリンズ・Jr         | 多田野曜平 |
| ユーニス・ブルームFBI特別捜査官      | ジュリー・ベンツ                 | 朴璐美     |
| ノア・マクマナス（イル・ドゥーチェ） | ビリー・コノリー                 | 池田勝     |
| ルイ（ローマ人、オールドマン）       | ピーター・フォンダ               | 樋浦勉     |
| コンセイシオ・ヤカヴェッタ           | ジャド・ネルソン                 | 池田勝     |
| デイビッド・グリーンリー刑事         | ボブ・マーレイ                   | 後藤哲夫   |
| ダッフィー刑事                       | ブライアン・マホーニー           |            |
| ドリー刑事                           | デヴィッド・フェリー             | 辻親八     |
| 殺し屋オッティリオ・パンザ           | ダニエル・デサント               |            |
| ゴージャス・ジョージ                 | ボブ・ルービン                   | 岩崎ひろし |
| デヴィッド・デラ・ロッコ             | デヴィッド・デラ・ロッコ         | 谷昌樹     |
| クンツラーFBI特別捜査官              | ポール・ヨハンセン               |            |
| ジェイコブ・マクマナス               | スウィーニー・マッカーサー       |            |
| 使い走りのジミー                     | ロブ・ウェルズ                   | 谷昌樹     |
| アイルランド人の銃の売人             | トム・バーネット                 | 宇垣秀成   |
| ドク                                 | ジェラルド・パークス             | 辻親八     |
| ダグラス・マッキニー神父             | ドウェイン・マクリーン           | 岩崎ひろし |
| リポーター#1                         | ハワード・フーバー               | 宇垣秀成   |
| カメオ出演                           |                                  |            |
| ポール・マキシミリアン・スメッカー   | ウィレム・デフォー               | 江原正士   |

## 製作
前作公開直後より続編の製作は決定していたのだが、契約上のトラブルが起こった結果公開まで10年を要してしまった。

## 作品の評価
Rotten Tomatoesによれば、批評家の一致した見解は「カルト的人気を誇る『処刑人』の続編である本作はほとんど変わり映えがしない。独創性がなくて馬鹿馬鹿しく、暴力的で、大げさで、時には悪意に満ちている。」であり、44件の評論のうち高評価は23%にあたる10件にとどまっており、平均点は10点満点中4.2点となっている。
Metacriticによれば、16件の評論のうち、高評価はなく、賛否混在は3件、低評価は13件で、平均点は100点満点中24点となっている。